# 克拉克斯頓 (喬治亞州迪卡爾布縣)
克拉克斯頓（英語：Clarkston）是一個位於美國喬治亞州迪卡爾布縣的城市。

## 地理
克拉克斯頓的座標為33°48′37″N 84°14′24″W / 33.81028°N 84.24000°W，而該地的平均海拔高度為311米（即1020英尺）。

## 人口
根據2010年美國人口普查的數據，克拉克斯頓的面積為2.70平方千米，當中陸地面積為2.70平方千米，而水域面積為0.00平方千米。當地共有人口7554人，而人口密度為每平方千米2,797人。